# قصص مايرويتز (فلم)
قصص مايرويتز (بالإنجليزية: The Meyerowitz Stories) فيلم درامي كوميدي أمريكي لعام 2017 من إخراج وكتابة نواه بومباك. الفيلم من بطولة آدم ساندلر وبن ستيلر وداستن هوفمان وإليزابيث مارفل وإيما طومسون، ويعرض مجموعة من الأشقاء البالغين الذين يعانون من خلل وظيفي ويحاولون العيش في ظل والدهم.
تنافس الفيلم على جائزة السعفة الذهبية، وفازت أيضًا بجائزة «بالم دوج» في مهرجان كان السينمائي 2017. كان الفيلم هو ثاني أفلام نيتفليكس التي تتنافس في مهرجان كان مما تسبب في صدام مع رئيس لجنة التحكيم بيدرو ألمودوفار، الذي وقف مع الرأي القائل بأن أفلام مهرجان كان السينمائي يجب أن تكون مخصصة للشاشات السينمائية الكبيرة، وليس عبر الإنترنت، وفي عام 2017، أعلن مهرجان كان السينمائي عن قاعدة جديدة للأفلام المنافسة في مهرجان كان يلزم شركات الأفلام المنافسة بتوزيعها في دور العرض الفرنسية. ينص القانون الفرنسي على أنه يمكن عرض الأفلام على خدمات البث بعد مدة 36 شهرًا من إصدارها في دور العرض، مما يمنع بشكل فعال أفلام نيتفليكس من المهرجانات المستقبلية.

## طاقم التمثيل
- آدم ساندلر: في دور داني مايرويتز (ابن هارولد العاطل عن العمل ومنفصل عن زوجته ولكنه موهوب موسيقيا)
- بن ستيلر: في دور ماثيو مايرويتز (الأخ غير الشقيق لداني وابن هارولد. ممول ناجح يعيش في جميع أنحاء البلاد ومنفصل عن زوجته)
- داستن هوفمان: في دور هارولد مايرويتز (نحات ناجح إلى حد ما وأستاذ جامعي متقاعد. وقد تزوج أربع مرات)
- إيما طومسون: في دور مورين (زوجة هارولد الرابعة ومدمنة على الكحول)
- إليزابيث مارفيل: في دور جان مايرويتز (أخت داني وأخت ماثيو غير الشقيقة. ابنة هارولد، وتعمل مع زيروكس)
- جريس فان باتن: في دور إليزا مايرويتز (ابنة داني وطالبة سينمائية تصنع أفلامًا قصيرة مثيرة)
- كانديس بيرغن: في دور جوليا (زوجة هارولد الثالثة ووالدة ماثيو)
- آدم درايفر: في دور راندي (أحد عملاء ماثيو)
- سيغورني ويفر: في دور سيغورني ويفر
- جود هيرش: في دور إل جي شابيرو (فنان ناجح وصديق هارولد القديم)
- ريبيكا ميلر: في دور لوريتا شابيرو (ابنة إل جيه)
- ماثيو شير: في دور جابي (زميل ماثيو)[6]

## أحداث الفيلم
ينتقل داني مييرويتز العاطل عن العمل للعيش مع والده هارولد، بعد الانفصال عن زوجته. هارولد هو أستاذ فنون متقاعد ونحات في كلية بارد، وزوجته الثالثة مورين مدمنة على الكحول. داني لديه أخت أصغر هي جين، ولديهما أخ غير شقيق أصغر هو ماثيو. داني قريب من ابنته إليزا التي تبدأ دراستها الجامعية في بارد كطالبة سينما. تعرض إليزا أحد أفلامها المثيرة للاستفزاز الجنسي لعائلتها، الذين يحاولون جاهدين عدم إظهار أنهم فوجئوا. يتم اختيار بعض أعمال هارولد كجزء من عرض جماعي لهيئة التدريس في بارد، لكن هارولد يرفض أن يكون جزءًا من عرض جماعي. لا يشعر الأب ولا الابن بالراحة، ويُصاب هارولد بصدمة من الإشارات التي تدل على نسيان عالم الفن له ويختار الهروب للشارع. يلتقي داني بابنة شابيرو، وهي صديقة طفولته لوريتا، لكنه يضطر للمغادرة لمطاردة هارولد.
هارولد الابن الأصغر لماثيو، هو مستشار مالي ناجح لنجوم موسيقى الروك في لوس أنجلوس، وهو موجود في نيويورك في رحلة عمل ويلتقي بهارولد وهو بصحبة صديق محاسب لتناول طعام الغداء. يحاولون تقديم المشورة لهارولد لبيع منزله في مانهاتن. يخبرهم هارولد أن بيع المنزل سيكون قرارًا عائليًا خاصًا ويخرج. في مطعم ثالث ينتقد هارولد الأسعار، لكنه يطلب ببذخ بمجرد أن يقول له ماثيو إنه سيدفع. سرعان ما يقرر أنه تعرض للإهانة والسرقة أيضًا. تقول جوليا لهارولد وماثيو أنها تأسف لأنها لم تكن أمًا أفضل لأطفال هارولد الثلاثة؛ صراحتها تجعلهم غير مرتاحين للغاية.
يصاب هارولد بورم دموي بالمخ ويدخل المستشفى، حيث يدرك ابناؤه مع مرور الأيام كيفية إدارة رعايته بأنفسهم، بعد أن اعتمد على طبيب وممرضة لتحمل هذه المسؤولية.
يمثل ماثيو وداني والدهم في عرض مجموعة أعضاء هيئة التدريس، يتشاجر ماثيو وداني، وكلٌّ منهم يدلي بملاحظات عن هارولد، معظمها عن نفسه، ينتهي ماثيو بالانهيار عاطفياً. يستعيد هارولد نشاطه بعد فترة نقاهة في منزل مورين الريفي. كان داني حريصًا على والده، ولكنه يرفض الاعتناء به أثناء غياب مورين ويقبل عرض شقيقه برحلة إلى كاليفورنيا، لكنه يغفر له إخفاقاته السابقة كأب.

## استقبال الفيلم
منح موقع الطماطم الفاسدة فيلم «قصص مايرويتز» تقييم 92% بناء على أراء 181 ناقد، وكان مجمل الإجماع النقدي يقول: «الفيلم يراقب ديناميكية الأسرة من خلال عدسة الكاتب والمخرج نواه بومباك، هناك جهود مثيرة للإعجاب لفريق العمل الرائع».
منح موقع «ميتاكريتيك» تقييم للفيلم بلغ 79% بناء على آراء 40 ناقد.
منح الناقد ريتشارد رويبر من صحيفة شيكاغو صن تايمز الفيلم 3.5 من أصل 4 نجوم وأشاد بالممثلين والسيناريو، قائلاً: «إنهم مجموعة ذكية ومتطورة، لكنهم بائسون ومضحكون، مما يجعل البعض مؤثرًا. نحن نستمتع بجماعة المايرويتز، ولكننا نحمد الله لأننا لسنا مثلهم ولا نعيش بجوار أي منهم».  
بيتر ترافرز كتب في مجلة رولينج ستون: "قصة نواه بومباك المضحكة تعطي داستن هوفمان وآدم ساندلر وبن ستيلر أدوارًا رائعة، وقد تكون أفضل شيء قاموا به على الإطلاق"، ومنح الفيلم 3.5 من أصل 4 نجوم. كتب بيتر ديبيرج من مجلة "فارايتي": "هذا أفضل أفلام نيتفليكس وساندلر يقدم شخصية هي تباين كامل عن نموذج ساندلر المألوف. كان النقاد الآخرين متساوين في مديحهم لساندلر، مع وصف وسائل الإعلام أدائه بأنه "انتصار" و"عظيم بأعجوبة" و"حان الوقت للاعتراف بأن آدم ساندلر ممثل جيد بالفعل".

## الجوائز والترشيحات
فاز بجائزة «جمعية بوسطن لنقاد السينما» الأمريكية لأفضل طاقم تمثيل.
فاز بجائزة «بالم دوج» في مهرجان كان السينمائي
فاز بجائزة «أفلام هوليوود» عن أفضل ممثل كوميدي لآدم ساندلر.
فاز بجائزة المركز الخامس لأفضل فيلم كوميدي على موقع الطماطم الفاسدة.
ترشح الفيلم لعدة جوائز منها: السعفة الذهبية  وجائزة اختيار النقاد للأفلام  وجوائز المساء القياسية البريطانية للأفلام  وجوائز جوثام وجوائز الإنسانيات وجوائز ستالايت.

## وصلات خارجية
- مقالات تستعمل روابط فنية بلا صلة مع ويكي بيانات